# Bible lolcat
Le projet de traduction de la bible en lolcat, ou LOLCat Bible Translation Project, est un site basé sur un moteur mediaWiki dont l'objet est de traduire l'intégralité de la bible en langage lolcat. Il a été lancé en juillet 2007 par Martin Grondin, un Américain habitant à Dracut, Massachusetts.
En décembre 2007, déjà 30 % des Ancien et Nouveau Testaments avaient été traduits. Quasiment entièrement traduite en août 2009, la bible a été éditée la même année par Ulysses Press, une société de Berkeley.

## Les traductions en langues artificielles
La bible a déjà été traduite en tout ou partie dans des langues tirées d’œuvres de fiction, des langues imaginaires ou construites de toutes pièces. Des traductions de la bible en klingon, quenya, ou pig latin ont déjà été faites en tout ou partie. La traduction complète de la bible a été effectuée en espéranto.
La linguistique mise à part, l'humour du lolspeak participe à la dé-canonisation du texte, de la même manière que la « Twitter Bible », un projet de transcription de la bible sous la forme d'une succession de tweets et publiée sous le nom And God decided to chill (« et Dieu décida de se reposer »).

## Le lolspeak
Selon Stefan Scholz, qui analyse la LOLCat Bible dans un livre sur la didactique biblique dans les médias, le langage utilisé dans cette traduction est un sociolecte permettant de fédérer un groupe possédant une culture commune, celle du « lolspeak ».

## Protagonistes
Au début du projet, Dieu était dénommé Invisible man avant d'être renommé ceiling cat, ou chat du plafond, d'après un mème Internet figurant un chat passant la tête par un trou dans ce qui était originellement supposé être un plafond ; le chat observant depuis une hauteur a donné lieu dans le microcosme des lolcat à une imagerie riche de références à la religion et aux systèmes de croyance,. Le ceiling cat est ainsi opposé dans la « cosmogonie » lolcat au basement cat préfigurant le diable, l'un et l'autre représentant — avec parfois le Longcat et Tacgnol — la lutte du Bien contre le Mal.
La décision de faire de Jésus le Happycat a fait l'objet de débats dans la petite communauté de traducteurs du projet. Martin Grondin en particulier explique dans une interview qu'il préférait à l'époque que la plupart des noms des personnages ne soient pas changés par rapport à l’œuvre originale, de manière à ne pas perdre le lecteur.
Les anges sont appelés hovercat, un jeu de mots sur hovercraft dépeignant les images de chats en suspension dans l'air ou sur une surface transparente comme une table en verre.